# Gerber
Gerber — файловый формат, представляющий собой способ описания проекта печатной платы для изготовления фотошаблонов на самом разнообразном оборудовании. Практически все современные системы автоматизации проектных работ для электроники позволяют генерировать выходные файлы в формате Gerber; с другой стороны — почти всё современное оборудование позволяет считывать данные в этом формате.

Формат был изначально разработан корпорацией Gerber Systems (Хартфорд, штат Коннектикут, США), признанным производителем плоттеров, устройств широкоформатной печати и оборудования прецизионной резки, систем автоматического оптического контроля (AOI) для печатных плат, CAD/CAM систем. 

По сути Gerber-файл представляет собой текстовое описание последовательности команд, направленных на прорисовку различных элементов топологии (контактных площадок, переходных отверстий, линий, дуг, текстовых надписей) с помощью графопостроителя. Фактически данные в формате Gerber представляют собой программный код, управляющий выбором инструмента рисования, перемещением его в точку с заданными координатами и выполнением самой операции рисования. При изготовлении фотошаблонов рисование на светочувствительной плёнке производится световым пятном заданной формы — апертурой.
Обычный формат Gerber является подмножеством[прояснить] форматов семейства EIA Standard RS-274D. 

Расширенный формат Gerber, иначе называемый RS-274X, является надмножеством[прояснить] формата EIA Standard RS-274D и включает в себя ряд дополнительных возможностей, таких как заливка полигонов, комбинирование негативных и позитивных изображений, задание пользовательских апертур; кроме того, файл в формате RS-274X содержит в своём заголовке список используемых апертур, что даёт пользователям возможность обмениваться данными без необходимости отдельного описания используемых инструментов. Также он поддерживает как коды параметрических данных (G-коды) и коды  апертур (D-коды), так и массивы параметров (массивы параметров представляют собой наборы данных, описывающих или проект целиком, или его части, называемые слоями, что значительно расширяет возможности стандартного формата Gerber).
Несмотря на свой возраст и попытки разработать альтернативные форматы, Gerber, благодаря своей простоте и открытости стандарта, остается самым распространенным форматом для передачи данных производителю печатных плат. Конкурирующий ODB++, позиционируемый как замена Gerber, пока не смог его потеснить, предположительно из-за своей проприетарности.

## Типы данных
Файл в формате RS-274X может содержать типы данных, располагающихся в следующем порядке:
- Параметрические коды RS-274X. Также называются массивами параметров, включение их в стандартный код RS-274D превращает его в расширенный Gerber формат.
- Стандартные RS-274D коды. Можно назвать командо-адресным форматом, состоящим из:
  - Односимвольных функциональных кодов, таких как G-коды, D-коды, М-коды и т. д. В старой терминологии функциональные коды назывались командами и описывали способ интерпретации координатных данных (например, способ интерполяции дуг) или функционирование устройства рисования (например, включение или выключение лампы при перемещении).
  - Координатных данных, определяющих точки, в которые устройство рисования должно перемещаться. В старой терминологии координатные данные назывались адресом и описывали линейные координаты точек на топологии (в формате X, Y) и дуги (в формате I, J).